# 대한민국건축대전
대한민국건축대전(大韓民國建築大展)은 한국건축가협회가 주최하는 전람회이다.
1982년에 국전을 해체하면서 대한민국미술대전을 신설하여 제외된 건축부문을 전시하였다. 1982년 제1회전을 개최한 것을 시작으로 매년 정기적으로 공모전과 전시회를 함께 개최하고 있다.
| 연도   | 회    | 수상자                 | 작품                    |
| ------ | ----- | ---------------------- | ----------------------- |
| 1986년 | 제5회 | 이상호·서기·박광범     | 〈건축공간과 빛에너지〉 |
| 1987년 | 제6회 | 김신환, 문동식, 박충열 | 〈재활센터〉            |
| 1988년 | 제7회 | 김형우, 이영수, 이승훈 | 〈유럽문화원〉          |
| 1989년 | 제8회 | 임지택, 박희택, 양재순 | 〈URBAN CORRIDOR〉      |